# Каттасай (приток Дукентсая)
Каттаса́й (узб. Kattasoy, Каттасой) — горная река (сай) в Узбекистане, в Ахангаранском районе Ташкентской области, наиболее крупный левый приток реки Дукентсай. В верховьях носит название Аксу́ (узб. Oqsuv, Оқсув).

## Описание
Длина Каттасая составляет 20 км, площадь бассейна — 86 км². Среднегодовой расход воды оценивается в 1,0—1,5 м³/с. Река полноводна в летний период, в конце лета и в осенние месяцы сток снижается.
Каттасай протекает в узкой долине с высокими и крутыми склонами и имеет каменистое русло.

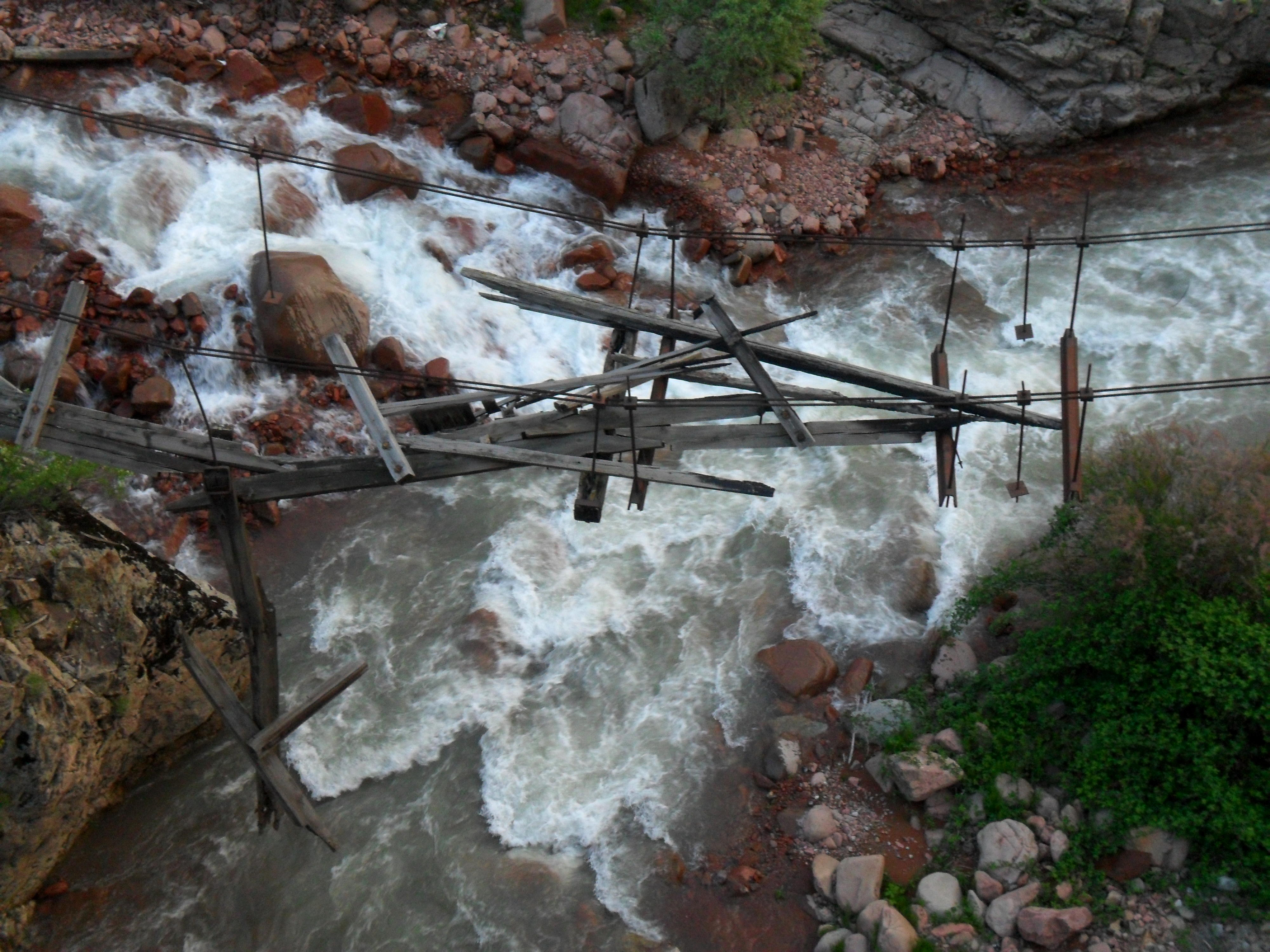
Каттасай с притоком Джакиндек (подходит слева)

Река берёт начало от родников на южном склоне Чаткальского хребта, на высоте свыше 2000 м в районе перевала Адамташ. Вначале река течёт на восток, лишь с незначительным уклоном к югу, однако близ развалин Раин (у горы Чилтанбоа) поворачивает на юго-восток и сохраняет такое направление вплоть до устья. Проходит вдоль хребта Чилтенбоа. 
Перед окончанием сай обводняет город Янгиабад и орошает близлежащие земельные угодья. За Янгиабадом впадает слева в реку Дукентсай.
В долине Каттасая несколько выше Янгиабада располагается турбаза.

## Притоки Каттасая
Каттасай вбирает воды 46 небольших притоков. Протяжёнными являются впадающие слева Кыздарак и Джакиндек (в верховьях — Яхандак).